# اندی رام
 اندی رام (عبری: אנדי רם‎؛ زاده ۱۰ آوریل ۱۹۸۰) یک تنیس‌باز اهل اسرائیل است.